# Tabor (Iowa)
Tabor – miasto w Stanach Zjednoczonych, w stanie Iowa, w hrabstwie Fremont i Mills. W 2000 liczyło 993 mieszkańców.